# Goran Maksimović
Goran Maksimović (ur. 27 lipca 1963 w Jagodinie) – serbski strzelec sportowy. W barwach Jugosławii złoty medalista olimpijski z Seulu.
Specjalizował się w strzelaniu z karabinu pneumatycznego. Igrzyska w 1988 były jego drugą olimpiadą (debiutował w 1984), triumfował na dystansie 10 metrów. Brał również udział w IO 92, IO 96 i IO 2000. Był medalistą mistrzostw Europy. Jego córka Ivana także jest medalistką olimpijską w strzelectwie.